# Cătălin Munteanu
Cătălin Munteanu (Bucarest, 26 de enero de 1979) es un exfutbolista y entrenador rumano que jugaba de mediocentro.Actualmente es segundo entrenador del Fotbal Club Petrolul Ploiești.

## Carrera profesional
Munteanu comenzó a jugar al fútbol en las categorías inferiores del Steaua Bucarest, donde fue uno de los jugadores más talentosos. En marzo de 1997, con 18 años, hizo su debut con el primer equipo del Steaua en un derbi en Divizia A contra el Rapid Bucarest.
Posteriormente, el UD Salamanca pagó 1.800.000 dólares al Steaua por la transferencia de Munteanu, donde jugó hasta 2001, cuando fue fichado por el Atlético de Madrid, que lo cedió al RCD Espanyol y Albacete. En 2004 firmó por el Real Murcia y en el que permaneció una temporada. En 2006 regresó a su país para fichar por el Dinamo București, después por el FC Brașov y vuelta al Dinamo.
Desde 1997 hasta 2001, Munteanu fue miembro del equipo nacional rumano. Ha sido internacional en 17 ocasiones por Rumania y anotó un gol.

## Trayectoria
| Club                       | País    | Año       |
| -------------------------- | ------- | --------- |
| Steaua de Bucarest         | Rumania | 1996–1998 |
| UD Salamanca               | España  | 1998–2001 |
| Atlético de Madrid         | España  | 2001–2004 |
| RCD Espanyol (cedido)      | España  | 2001–2002 |
| Albacete Balompié (cedido) | España  | 2002–2004 |
| Real Murcia                | España  | 2004–2005 |
| Dinamo Bucureşti           | Rumania | 2006–2008 |
| FC Braşov                  | Rumania | 2008–2010 |
| Dinamo Bucureşti           | Rumania | 2010-2014 |
| FC Braşov                  | Rumania | 2014      |
| Viitorul Constanța         | Rumania | 2015      |

## Palmarés

### Club
- Steaua București
  - Liga I (2): 1996–97, 1997–98
  - Copa de Rumania (1): 1996-97

- Dinamo Bucureşti
  - Liga I (1): 2006–07
  - Copa de Rumania (1): 2011–12
  - Supercopa de Rumania (1): 2012